# Taenitis
Taenitis,  rod papratnjača u porodici bujadovki. Pripada mu 17 priznatih vrsta iz tropske Azije, Australije i Pacifika.

## Vrste
1. Taenitis blechnoides (Willd.) Sw.
2. Taenitis brooksii Copel.
3. Taenitis cordata (Gaudich.) Holttum
4. Taenitis dimorpha Holttum
5. Taenitis diversifolia Holttum
6. Taenitis flabellivenia (Baker) Holttum
7. Taenitis hookeri (C. Chr.) Holttum
8. Taenitis hosei (Baker) Holttum
9. Taenitis intermedia M. Kato
10. Taenitis interrupta Hook. & Grev.
11. Taenitis marginata Holttum
12. Taenitis mediosora M. Kato
13. Taenitis obtusa Hook.
14. Taenitis pinnata (J. Sm.) Holttum
15. Taenitis requiniana (Gaudich.) Copel.
16. Taenitis trilobata Holttum
17. Taenitis vittarioides Holttum

## Sinonimi
- Holttumia Copel.
- Holttumiella Copel.
- Platytaenia Kuhn
- Schizolepton Fée